# Paranomus reflexus
Paranomus reflexus är en tvåhjärtbladig växtart som först beskrevs av Phillips & Hutchinson, och fick sitt nu gällande namn av Henry Georges Fourcade. Paranomus reflexus ingår i släktet Paranomus och familjen Proteaceae. Inga underarter finns listade i Catalogue of Life.